# Carlos Valderrama
 (novembre 2016).
Si vous disposez d'ouvrages ou d'articles de référence ou si vous connaissez des sites web de qualité traitant du thème abordé ici, merci de compléter l'article en donnant les références utiles à sa vérifiabilité et en les liant à la section « Notes et références ».
Pour les articles homonymes, voir Valderrama.
Carlos Alberto Valderrama Palacio, né le 2 septembre 1961 à Santa Marta (Colombie), est un footballeur international colombien qui a évolué au poste de milieu offensif.
Surnommé El Pibe, il a joué pour cinq différents clubs en Colombie (l'Unión Magdalena, le Millonarios, le Deportivo Cali, l'Independiente Medellín et l'Atlético Junior), trois clubs aux États-Unis (Tampa Bay Mutiny, Miami Fusion et Colorado Rapids), un club en Espagne (Real Valladolid) et un club en France, le Montpellier HSC, où il aura laissé une trace indélébile.
International à 111 reprises avec l'équipe de Colombie, il a marqué 11 buts entre 1985 et 1998. 
Il a participé à trois reprises à la Coupe du monde (1990, 1994 et 1998) et à cinq reprises à la Copa América (1987, 1989, 1991, 1993 et 1995) avec la Colombie.
Sur le continent européen, il n'a remporté qu'un seul titre : la Coupe de France de football 1989-1990 remportée alors qu'il portait les couleurs du club français de Montpellier.

## Biographie

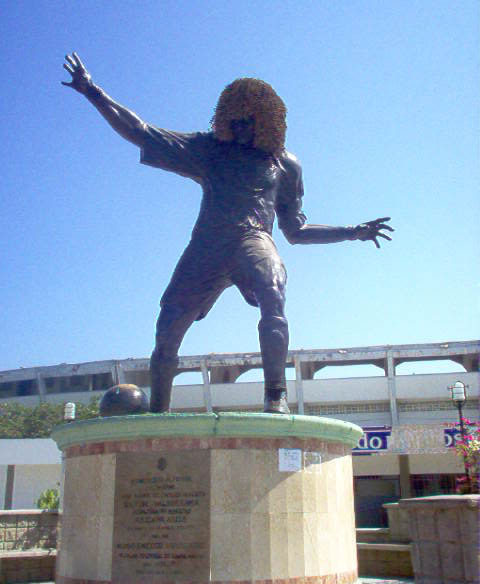
Statue de Carlos Valderrama à Santa Marta.

Probablement le meilleur joueur colombien, en tout cas le plus connu, Valderrama est reconnaissable entre mille avec son énorme touffe de cheveux blonds. Valderrama fut le capitaine de la sélection colombienne aux Mondiaux 1990, 1994 et 1998, avant d'annoncer sa retraite internationale à 111 sélections et 11 buts.
Valderrama a commencé sa carrière à Unión Magdalena en première division colombienne en 1981. Il a également joué pour Millonarios et le Deportivo Cali avant de rejoindre le Championnat de France en 1988, sous les couleurs du Montpellier Hérault de Louis Nicollin. Après trois saisons terminées dans le « ventre mou » du championnat malgré une coupe de France remportée en 1990 face au Racing Paris (ancien Matra RP), Valderrama change d'air en signant au Real Valladolid avant de retourner au pays, à l'Independiente Medellín puis à l'Atlético Junior. Valderrama ira finir sa carrière aux États-Unis dans les clubs de Tampa Bay Mutiny, Miami Fusion et Colorado Rapids.

## Montpellier HSC

### Saison 1988-1989
Carlos Valderrama débute en première division française le 16 juillet 1988 au stade Vélodrome lors d'un match contre l'Olympique de Marseille qui se termine sur le score de 1-1.
Le 23 juillet 1988, il joue son premier match au stade de la Mosson lors du match 1-1 de son club contre l'OGC Nice. 
Le 7 septembre 1988, il joue son premier match de coupe de l'UEFA lors de la défaite 3-0 de son équipe à domicile contre les Portugais du SL Benfica.
Le 14 décembre 1988, il marque enfin son premier but sous ses nouvelles couleurs, à domicile lors de la victoire 1-0 contre Caen. 
Au total, il participe à 24 matchs de championnat sous le maillot du MHSC cette saison-là et marque un seul but. Son club termine à la onzième place du classement.

### Saison 1989-1990
Lors de sa deuxième saison héraultaise, Valderrama participe à 18 rencontres de championnat, et marque un but lors de la victoire 5-0 du MHSC le 14 avril 1990 contre Lille au stade de la Mosson. Le club termine à une décevante treizième place en championnat mais remporte tout de même la coupe de France après avoir éliminé Istres (0-1) à l'extérieur, Louhans-Cuiseaux (5-1) à domicile, le FC Nantes (2-0) toujours à domicile, Avignon (0-1) à l'extérieur.
En demi-finale, le MHSC défait l'AS Saint-Étienne au stade Geoffroy-Guichard lors d'une victoire mémorable sur le score de 1-0. Valderrama est expulsé durant ce match et manquera la finale. Les Verts comptaient pourtant sur des joueurs de renom tels que John Sivebæk, Alain Geiger ou encore Rob Witschge.
La finale se joue le 2 juin 1990 contre le Racing Paris. Laurent Blanc ouvre le score à la 103e, puis est imité par son coéquipier Kader Ferhaoui à la 108e. La réaction du Racing une minute plus tard par l'intermédiaire de David Ginola est insuffisante pour empêcher les Montpelliérains de remporter leur deuxième Coupe après celle décrochée en 1929.

### Saison 1990-1991
Carlos ne le sait pas encore, mais cette saison sera sa dernière en France. Il participe au bon parcours de son club en championnat (7e) en marquant notamment deux buts : le premier le 15 septembre 1990 lors de la victoire 1-2 de son équipe sur la pelouse de Rennes et le second à domicile lors de la victoire 2-0 du MHSC contre Toulouse le 9 décembre 1990.
Il joue son dernier match pour le club français, à domicile contre l'AS Cannes du jeune Zinédine Zidane et du vétéran Luis Fernandez, le 24 mai 1991 (0-0).
Vainqueur de la coupe de France la saison précédente, le MHSC est qualifié en Coupe des coupes. Valderrama et ses coéquipiers seront éliminés en quart de finale par le futur vainqueur, Manchester United sur le score cumulé de 3 buts à 1. Le MHSC a notamment battu au premier tour le PSV Eindhoven de Romário (1-0 sur l'ensemble des deux matchs) et le Steaua Bucarest au deuxième tour sur le score cumulé de 8-0 !
Durant ses trois saisons montpelliéraines, Carlos aura eu quatre entraîneurs différents : Pierre Mosca, Aimé Jacquet, Michel Mézy et Henryk Kasperczak. Il aura notamment côtoyé des joueurs de grande renommée. On peut citer Albert Rust, Júlio César, Laurent Blanc, Pascal Baills, Gérard Bernardet, Kader Ferhaoui, Roger Milla, Fabrice Divert, Jean-Marc Valadier, Éric Cantona ou encore Jacek Ziober.

## Real Valladolid
- Saison 1991-1992 :

Valderrama quitte l'Hérault et rejoint ses coéquipiers en sélection, René Higuita et Leonel Álvarez, ainsi que son entraîneur lors de la Coupe du monde 1990, Francisco Maturana, au Real Valladolid.
Il joue son premier match en Liga le 1er septembre 1991 lors d'une défaite 0-1 à domicile face au Sporting Gijón. Le 8 septembre 1991, il joue au Stade Santiago Bernabéu lors de la défaite 1-0 de son club face au Real Madrid.
Le 24 novembre 1991, il marque son seul et unique but sous ses nouvelles couleurs, en égalisant à domicile contre le Real Oviedo. Score final 1-1.
Enfin, le 12 janvier 1992, il met un terme à son passage en Liga après un match qui se conclut par une nouvelle défaite, cette fois-ci au Camp Nou face au FC Barcelone, sur le score de 2-1.  
En janvier, le Real Valladolid, dernier du championnat, est en crise. Après 17 matchs (1 but) en Espagne, Valderrama préfère rentrer au pays et profite de la trêve pour rejoindre l'Independiente Medellín.

### La légende
Si, aujourd'hui, Carlos Valderrama est considéré, avec René Higuita, comme le meilleur joueur colombien de l'histoire, c'est notamment grâce au parcours historique de la Colombie lors de la Coupe du monde 1990, compétition lors de laquelle la Colombie atteint les huitièmes de finale avant de se faire éliminer par le Cameroun. Ce fut un huitième de finale controversé car beaucoup disent que si Higuita n'avait pas commis la plus grande erreur de sa carrière, la Colombie aurait atteint les quarts de finale. Alors que le score est de 1-0 pour le Cameroun et qu'on joue les prolongations, Higuita sort de sa surface et joue comme libéro, un de ses coéquipiers lui adresse le ballon. C'est alors qu'Higuita tente en vain de dribbler Roger Milla monté au pressing. Le Camerounais n'a plus qu'à pousser le ballon au fond des filets.

## Vie privée
Marié à Elvira Redondo, Carlos Valderrama a trois enfants. 
Son frère, Ronald Valderrama (né le 4 décembre 1967) était lui aussi footballeur professionnel. Il a notamment joué comme défenseur à l'Unión Magdalena (1988-1991) et à l'Atlético Junior (1991-1999).
L'attaquant Jarlan Barrera (né le 16 septembre 1995) marche lui aussi sur les traces de son oncle Carlos Valderrama, puisqu'il est footballeur professionnel depuis ses débuts à l'Atlético Junior en 2014. 
Le 12 avril 2014, El Pibe Valderrama participait à un match caritatif à Chambéry (France) lors duquel la Colombie 1994 affrontait la France 94.
Carlos Valderrama a fondé sa propre école de football pour les enfants défavorisés, à Santa Marta, sa ville natale.

## Statistiques
| Saison         | Club                   | Compétition         | Championnat | Championnat | Coupe  | Coupe | Total  | Total |
| Saison         | Club                   | Compétition         | Matchs      | Buts        | Matchs | Buts  | Matchs | Buts  |
| -------------- | ---------------------- | ------------------- | ----------- | ----------- | ------ | ----- | ------ | ----- |
| 1981           | Unión Magdalena        | Liga Águila         |             |             |        |       |        |       |
| 1982           | Unión Magdalena        | Liga Águila         |             |             |        |       |        |       |
| 1983           | Unión Magdalena        | Liga Águila         |             |             |        |       |        |       |
| 1984           | Millonarios            | Liga Águila         |             |             |        |       |        |       |
| 1985           | Deportivo Cali         | Liga Águila         |             |             |        |       |        |       |
| 1986           | Deportivo Cali         | Liga Águila         |             |             |        |       |        |       |
| 1987           | Deportivo Cali         | Liga Águila         |             |             |        |       |        |       |
| 1988–1989      | Montpellier            | Division 1          | 24          | 1           |        |       |        |       |
| 1989–1990      | Montpellier            | Division 1          | 18          | 1           |        |       |        |       |
| 1990–1991      | Montpellier            | Division 1          | 35          | 2           |        |       |        |       |
| 1991–1992      | Real Valladolid        | La Liga             | 17          | 1           |        |       |        |       |
| 1992           | Independiente Medellín | Liga Águila         |             |             |        |       |        |       |
| 1993           | Atlético Junior        | Liga Águila         | 35          | 4           |        |       |        |       |
| 1994           | Atlético Junior        | Liga Águila         | 58          | 1           |        |       |        |       |
| 1995           | Atlético Junior        | Liga Águila         | 29          | 0           |        |       |        |       |
| 1996           | Tampa Bay Mutiny       | Major League Soccer | 23          | 4           | 1      | 1     | 24     | 5     |
| 1997           | Tampa Bay Mutiny       | Major League Soccer | 20          | 3           | 1      | 0     | 21     | 3     |
| 1998           | Miami Fusion           | Major League Soccer | 18          | 2           | 1      | 0     | 19     | 2     |
| 1999           | Miami Fusion           | Major League Soccer | 4           | 1           | 0      | 0     | 4      | 1     |
| 1999           | Tampa Bay Mutiny       | Major League Soccer | 27          | 3           | 2      | 0     | 29     | 3     |
| 2000           | Tampa Bay Mutiny       | Major League Soccer | 32          | 1           | 2      | 0     | 34     | 1     |
| 2001           | Tampa Bay Mutiny       | Major League Soccer | 12          | 1           | 1      | 0     | 13     | 1     |
| 2001           | Colorado Rapids        | Major League Soccer | 12          | 0           | 0      | 0     | 12     | 0     |
| 2002           | Colorado Rapids        | Major League Soccer | 27          | 1           | 2      | 0     | 29     | 1     |
| 2003           | Colorado Rapids        | Major League Soccer | 0           | 0           | 0      | 0     | 0      | 0     |
| Total          | Colombie               | Colombie            |             |             |        |       |        |       |
| Total          | France                 | France              | 77          | 4           |        |       |        |       |
| Total          | Espagne                | Espagne             | 17          | 1           |        |       |        |       |
| Total          | États-Unis             | États-Unis          | 175         | 16          | 10     | 1     | 185    | 17    |
| Total carrière |                        |                     |             |             |        |       |        |       |

### En sélection nationale
| Saison                | Sélection             | Phases finales        | Phases finales | Phases finales | Phases finales | Éliminatoires CDM | Éliminatoires CDM | Éliminatoires CDM | Matchs amicaux | Matchs amicaux | Matchs amicaux | Total | Total | Total |
| Saison                | Sélection             | Compétition           | M              | B              | Pd             | M                 | B                 | Pd                | M              | B              | Pd             | M     | B     | Pd    |
| --------------------- | --------------------- | --------------------- | -------------- | -------------- | -------------- | ----------------- | ----------------- | ----------------- | -------------- | -------------- | -------------- | ----- | ----- | ----- |
| 1985-1986             | Colombie              | -                     | -              | -              | -              | 2                 | 0                 | 0                 | -              | -              | -              | 2     | 0     | 0     |
| 1986-1987             | Colombie              | Copa América 1987     | 4              | 1              | 3              | -                 | -                 | -                 | -              | -              | -              | 4     | 1     | 3     |
| 1987-1988             | Colombie              | -                     | -              | -              | -              | -                 | -                 | -                 | 5              | 1              | 0              | 5     | 1     | 0     |
| 1988-1989             | Colombie              | Copa América 1989     | 4              | 0              | 0              | -                 | -                 | -                 | 3              | 2              | 0              | 7     | 2     | 0     |
| 1989-1990             | Colombie              | Coupe du monde 1990   | 4              | 1              | 2              | 6                 | 0                 | 0                 | 2              | 0              | 1              | 12    | 1     | 3     |
| 1990-1991             | Colombie              | Copa América 1991 4e  | 7              | 0              | 1              | -                 | -                 | -                 | 2              | 0              | 0              | 9     | 0     | 1     |
| 1991-1992             | Colombie              | -                     | -              | -              | -              | -                 | -                 | -                 | 1              | 0              | 0              | 1     | 0     | 0     |
| 1992-1993             | Colombie              | Copa América 1993     | 6              | 0              | 0              | -                 | -                 | -                 | 5              | 0              | 0              | 11    | 0     | 0     |
| 1993-1994             | Colombie              | Coupe du monde 1994   | 3              | 0              | 1              | 6                 | 0                 | 4                 | 8              | 0              | 0              | 17    | 0     | 5     |
| 1994-1995             | Colombie              | Copa América 1995     | 6              | 1              | 1              | -                 | -                 | -                 | 3              | 0              | 0              | 9     | 1     | 1     |
| 1995-1996             | Colombie              | -                     | -              | -              | -              | 3                 | 1                 | 0                 | 7              | 0              | 0              | 10    | 1     | 0     |
| 1996-1997             | Colombie              | Copa América 1997     | -              | -              | -              | 10                | 0                 | 3                 | 2              | 0              | 0              | 12    | 0     | 3     |
| 1997-1998             | Colombie              | Coupe du monde 1998   | 3              | 0              | 1              | 3                 | 2                 | 0                 | 6              | 2              | 0              | 12    | 4     | 1     |
| Total sur la carrière | Total sur la carrière | Total sur la carrière | 37             | 3              | 9              | 30                | 3                 | 7                 | 44             | 5              | 1              | 111   | 11    | 17    |

## Palmarès

### En club
- Champion de Colombie en 1993 et en 1995 avec l'Atlético Junior
- Vainqueur de la Coupe de France en 1990 avec le Montpellier HSC
- Vainqueur de la Supporter Shield en 1996 avec Tampa Bay Mutiny

### EnÉquipe de Colombie
- 111 sélections et 11 buts entre 1985 et en 1998
- Participation à la Copa América en 1987 (3e), en 1989 (Premier Tour), en 1991 (4e), en 1993 (3e) et en 1995 (3e)
- Participation à la Coupe du Monde en 1990 (1/8 de finaliste), en 1994 (Premier Tour) et en 1998 (Premier Tour)

### Distinctions individuelles
- Élu Meilleur joueur sud-américain de l'année en 1987 et en 1993
- Élu Meilleur joueur colombien en 1993
- Élu Meilleur joueur de MLS en 1996
- 39e du classement des meilleurs footballeurs sud-américain du siècle pour IFFHS en 2004[3].
- Nommé au FIFA 100 en 2004